# Pycnanthus angolensis
Pycnanthus angolensis ist ein Baum in der Familie der Muskatnussgewächse aus Zentral- bis Westafrika bis in den Sudan und nach Tansania, Uganda.

## Beschreibung
Pycnanthus angolensis wächst als immergrüner Baum (holzige Kletterpflanze) bis über 35 Meter hoch. Der Stammdurchmesser erreicht bis zu 1,5 Meter. Es werden meist nur Wurzelanläufe aber seltener, höhere und schmale Brettwurzeln gebildet. Die jungen, hängenden Zweige sind dicht rötlich, samtig behaart. Die grau-braune, relativ glatte Borke ist leicht rissig bis schuppig.
Die einfachen, kurz gestielten und fast kahlen, dünnledrigen Laubblätter sind wechselständig. Der kurze Blattstiel ist 1–2 Zentimeter lang. Die Blätter sind ganzrandig, eiförmig, -lanzettlich bis verkehrt-eilanzettlich oder länglich und etwa 9–35 Zentimeter lang sowie 6–14 Zentimeter breit. An der Basis sind sie leicht herzförmig und an der Spitze spitz bis zugespitzt. Die Blätter sind oberseits dunkelgrün und unterseits fahlgrün, glauk. Die Nebenblätter fehlen. Die jungen Blätter sind rötlich-braun, samtig behaart und verkahlen dann. Die Nervatur ist gefiedert und oberseits leicht eingeprägt und unterseits erhaben. Die vielen Seitenadern laufen intramarginal zusammen.
Pycnanthus angolensis ist ein- als auch meist zweihäusig, also monö- oder diözisch. Es werden achselständige und rötlich-rostig behaarte, vielblütige Rispen, mit kleinen, kugeligen und dichten Blütenköpfchen gebildet. Unter den Köpfchen sind abfallende, kleine Vorblätter und darunter Tragblätter ausgebildet. Die sehr kleinen, sitzenden und eingeschlechtlichen, duftenden Blüten sind mit einfacher Blütenhülle. Das außen dicht, rostig behaarte, länglich-keulenförmige Perianth ist drei- bis fünfteilig, mit innen rötlichen, dreieckigen und dicklichen Zipfeln. Die männlichen Blüten besitzen 2–4 in einem Synandrium verwachsene Staubblätter. Die weiblichen Blüten haben einen oberständigen, einkammerigen Fruchtknoten mit zwei sitzenden Narben.
Es werden rundliche bis ellipsoide, 2,5–4,5 Zentimeter große, erst orange, dann gelb-bräunliche Früchte, mit harter, fester und dicker Schale gebildet, die zu mehreren zusammen erscheinen. Sie öffnen sich zweiklappig und enthalten einen großen, 1,5–3 Zentimeter großen, braunen Samen mit rotem bis rosafarbenem und zerschlitztem, glattem Arillus. Das Fruchtfleisch ist frisch gelb, später bräunlich.
Die Chromosomenzahl beträgt 2n = 38.

## Taxonomie
Die Erstbeschreibung das Basionyms Myristica angolensis erfolgt 1862 durch Friedrich Welwitsch in Syn. Madeir. Drog. Med.: 51. Die Umteilung in die neue Gattung Pycnanthus zu Pycnanthus angolensis erfolgte 1895 durch Otto Warburg in Notizbl. Königl. Bot. Gart. Berlin 1: 100. Weitere Synonyme sind Myristica kombo Baill., Myristica niohue Baill., Pycnanthus kombo (Baill.) Warb., Pycnanthus mechowii Warb. und Pycnanthus niohue (Baill.) Warb.
Es werden zwei Unterarten geführt:
- Pycnanthus angolensis subsp. angolensis; Zentral- und Westafrika
- Pycnanthus angolensis subsp. schweinfurthii (Warb.) Verdc.; östliches Zentralafrika, Uganda, Tansania bis in den Sudan, mit mehr rundlichen und größeren Früchten, mit dickerer Schale.

## Verwendung
Das Samenfett (Kombobutter, -fett, Angolatalg) mit hohem Schmelzpunkt, die Rinde, Wurzeln und der Blattsaft werden medizinisch verwendet.
Das Samenfett kann zur Herstellung von Seife oder als Lampenöl verwendet werden.
Das relativ leichte, weiche und nicht beständige, aber gut behandelbare Holz wird für einige Anwendungen genutzt. Es ist bekannt als Ilomba.